# Carl Ruge

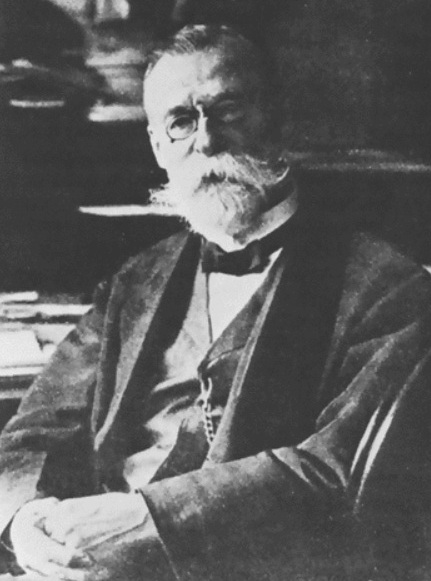
Carl Ruge

Carl Arnold Ruge (* 24. September 1846 in Berlin; † 15. April 1926 ebenda) war ein deutscher Pathologe.

## Biografie
Carl Ruge war Sohn des Berliner Arztes Ludwig Magnus Wilhelm Ruge (1812 o. 1814–1897). Seine Mutter Marie Luise Karoline Philippine Mayer (1825–1908) war eine Tochter des Berliner Gynäkologen Karl Wilhelm Mayer. Deren Schwester Ferdinande Amalie Rosalie (1832–1913) heiratete 1850 den Arzt Rudolf Virchow.
Nach seinem Studium der Medizin wurde er 1871 auf Empfehlung seines Onkels Rudolf Virchow neben seiner Tätigkeit als praktizierender Arzt und Geburtshelfer Leiter des Laboratoriums für mikroskopische und klinische Untersuchungen an der Frauenklinik der Charité. Ferner war er lange Zeit Mitarbeiter von Karl Schroeder. Von 1882 bis 1912 leitete er dann das für die Gynäkologie geschaffene pathologische Institut an der Universitäts-Frauenklinik in der Berliner Artilleriestraße. 1896 erfolgte die Ernennung zum Professor.
Im bekannten Lehrbuch der gynäkologischen Diagnostik bearbeitete Ruge die mikroskopisch-diagnostischen Abschnitte. Er erarbeitete, teils in Zusammenarbeit mit dem jungen Gynäkologen Johann Veit, die Grundlagen der gynäkologischen Histopathologie, insbesondere in der mikroskopischen Diagnostik zur Frühdiagnose der Uteruskarzinome. Er gilt zusammen mit Veit als Erstbeschreiber des Gebärmutterhalskrebses und führte mit Veit 1878 die Konisation ein. Ruge war unter anderem Mitglied des Deutschen Zentralkomitees zur Erforschung und Bekämpfung der Krebskrankheit e. V.